# Відяєвський міський округ
Відя́євський міськи́й о́круг (рос. Видяевский городской округ) — міський округ у складі Мурманської області, Росія. Адміністративний центр — селище Відяєво.